# Итикай
Итикай (яп. 市貝町 Итикай-мати) — посёлок в Японии, находящийся в уезде Хага префектуры Тотиги. Площадь посёлка составляет 64,24 км², население — 12 040 человек (1 июля 2014), плотность населения — 187,42 чел./км².

## Географическое положение
Посёлок расположен на острове Хонсю в префектуре Тотиги региона Канто. С ним граничат города Моока, Насукарасуяма и посёлки Масико, Мотеги, Хага, Таканедзава.

## Население
Население посёлка составляет 12 040 человек (1 июля 2014), а плотность — 187,42 чел./км². Изменение численности населения с 1980 по 2005 годы:
| 1980 | 10 459 чел. |  |
| 1985 | 10 821 чел. |  |
| 1990 | 11 481 чел. |  |
| 1995 | 12 546 чел. |  |
| 2000 | 12 441 чел. |  |
| 2005 | 12 401 чел. |  |

## Символика
Деревом посёлка считается криптомерия, цветком — хризантема, птицей — большая горлица.